# Febris
Febris – bogini gorączki w mitologii rzymskiej. 
Febris nie ma własnego mitu. Jej ołtarze znajdowały się w trzech miejscach w Rzymie: na Palatynie, na Eskwilinie przy cmentarzu dla biedoty oraz przy źródłach u wylotu doliny Kwirynału.